# Michał Gołkowski
Michał Gołkowski (ur. 17 lutego 1981 w Sochaczewie) – polski pisarz fantastyki, science-fiction i powieści historycznych. Autor felietonów oraz esejów. Z wykształcenia lingwista, pracuje m.in. jako tłumacz symultaniczny (konferencyjny kabinowy i telewizyjny) oraz literacki. Polski pisarz z tzw. „nowego pokolenia”.

## Życiorys
Pochodzi z wielopokoleniowej rodziny humanistów i filologów, syn Marka Gołkowskiego – konsula generalnego RP w Kalinigradzie oraz pierwszego sekretarza ambasady RP na Białorusi, wykładowcy Polonicum UW oraz Studium Europy Wschodniej. Jest wnukiem Marii Gołkowskiej. W latach 1992–1994 mieszkał na Białorusi w ramach misji dyplomatycznej. Absolwent lingwistyki stosowanej Uniwersytetu Warszawskiego na specjalizacji tłumaczeń ustnych.
Zadebiutował w 2013 roku powieścią wydaną przez Fabrykę Słów pt. „Ołowiany Świt”, osadzoną w uniwersum literackim gry S.T.A.L.K.E.R. luźno nawiązującej do prozy braci Strugackich oraz wydarzeń historycznych wokół katastrofy w Czarnobylu. W roku 2020 nawiązał współpracę z funduszem inwestycyjnym Gravier Venture Capital, którego dwie spółki zależne Sylen Studio SA oraz Nova-Tek S.A. prowadzą równocześnie prace nad grami wideo, fabularnymi i planszowymi osadzonymi w wykreowanych przez niego uniwersach. W spółkach tych Michał Gołkowski jest członkiem zarządu oraz prezesem rady nadzorczej, odpowiadając za copywriting oraz konsultacje fabularne.

## Twórczość
W swojej twórczości sięga po bardzo zróżnicowane gatunki literackie – powieść akcji, post-apo, kryminał, thriller psychologiczny, powieść grozy, science-fiction, powieść historyczna, paszkwil, romans szpiegowsko-historyczny, dystopia gospodarczo-polityczna. Elementami wyróżniającymi jego powieści są dynamiczna akcja, mocno zarysowana postać protagonisty oraz poruszanie bieżących problemów społecznych – kwestie polityczne i socjalne, ewolucja i upadek systemów społecznych, prawa LGBT, dylematy moralne oraz patriotyczne, relatywizm, mniejszości narodowe.
Sztandarowym zabiegiem Gołkowskiego jest łamanie konwencji literackiej i odwracanie utartych schematów fabularnych – na przykład w Siedmioksiągu grzechu główny bohater jest postacią negatywną, z sobie tylko zrozumiałych powodów pociągającą za sznurki intryg dworskich i politycznych; w Stalowych szczurach bohaterem zbiorowym są żołnierze walczący podczas Wielkiej Wojny po stronie Cesarstwa Niemieckiego, czyli po stronie uznawanej za „złą”; z kolei Moskal to historia wzlotu i upadku człowieka, pokazująca psychologiczny i moralny rozkład systemu moralności w obliczu niemalże nieograniczonej władzy nad innym człowiekiem.

### CyklS.T.A.L.K.E.R.
Osadzone w świecie gry wideo S.T.A.L.K.E.R. powieści, koncentrujące się wokół opisanych w jej uniwersum wydarzeń po hipotetycznej Drugiej Katastrofie reaktora w Czarnobylu w 2006 roku. Wbrew częstym twierdzeniom seria S.T.A.L.K.E.R. nie wyczerpuje znamion bycia gatunkiem post-apokaliptycznym i stanowi przykład stworzenia nowego toposu baśniowego opartego na motywach przewodnich kultury literackiej.
Michał Gołkowski na potrzeby wydania swojej pierwszej powieści przyczynił się do sprowadzenia serii literackiej S.T.A.L.K.E.R. na grunt polski, tym samym stając się protoplastą całej serii „Fabryczna Zona” utworzonej i kontynuowanej przez Fabrykę Słów. Na podstawie „Ołowianego świtu” powstała też wydana przez Sudio JG w 2019 roku nowela graficzna „Noc w zonie”.
- Ołowiany świt, Fabryka Słów, ISBN 978-83-7574-736-2, 2013
- Drugi brzeg, Fabryka Słów, ISBN 978-83-7574-993-9, 2014
- Droga donikąd, Fabryka Słów, ISBN 978-83-7574-501-6, 2014
- Sztywny, Fabryka Słów, ISBN 978-83-7964-064-5, 2015
- Powrót, Fabryka Słów, ISBN 978-83-7964-320-2, 2018

### Cykl „Stalowe szczury”
Osadzony w świecie alternatywnej historii Pierwszej Wojny Światowej cykl powieści wojennych i szpiegowskich. Wizja Gołkowskiego koncentruje się wokół perspektywy rzadko pokazywanej w dziełach kultury popularnej, oscylując od losów kompanii szturmowych w okopach Frontu Zachodniego, przez zakulisowe działania konkurujących ze sobą wywiadów wielkich mocarstw w położonym na dalekich tyłach frontu, spokojnym Königsbergu (Królewiec), aż do horroru powoli ześlizgujących się w obłęd żołnierzy pogrzebanych żywcem w podziemnym forcie zasypanym przez ostrzał artyleryjski. Wykorzystywane tematy funkcjonują w meta-kulturze popularnej (zasypani żołnierze w Forcie XIII San-Rideau, Bolestraszyce; wojna wywiadów w Königsbergu; niemiecki plan desantu ze sterowców na Londyn; odwrócony motyw polowania na skarb), jednak narracja Gołkowskiego nadaje im rangę pełnowymiarowych dzieł literackich.
- Błoto, Fabryka Słów, ISBN 978-83-7964-048-5, 2015
- Chwała, Fabryka Słów, ISBN 978-83-7964-090-4, 2015
- Königsberg, Fabryka Słów, ISBN 978-83-7964-202-1, 2016
- Otto, Fabryka Słów, ISBN 978-83-7964-392-9, 2019
- Fort 72, Fabryka Słów, ISBN 978-83-7964-633-3 2021

### Cykl o Ezekielu Siódmym – „Komornik”
Prześmiewcza, obrazoburcza wizja nieudanej biblijnej Apokalipsy, czerpiąca inspiracje z wierszy Zbigniewa Herberta oraz poezji śpiewanej Kaczmarskiego, Gintrowskiego i Łapińskiego. Pod pretekstem powieści w pełnym tego słowa znaczeniu post-apokaliptycznej, Gołkowski porusza w trylogii „Komornik” kwestie reżimów totalitarnych, cenzury słowa, ślepego przywiązania do litery tradycji, symboli oraz roli religii i wiary w życiu człowieka.
Trylogia pełna jest odniesień do pop-kultury, żargonu mediów społecznościowych oraz kultury współczesnego Internetu, będąc jednocześnie ponurym memento o czasach Holocaustu w imię lepszego jutra. Książka odbiła się bardzo szerokim echem w przestrzeni popkulturowej, wywołując spore kontrowersje.
Od sierpnia 2020, prace nad grą wideo opartą na trylogii Gołkowskiego prowadzi zespół programistów Sylen Studio, na którego czego stoi Marcin Janiszewski.
- Komornik, Fabryka Słów, ISBN 978-83-7964-133-8, 2016
- Komornik ++ Rewers, Fabryka Słów ISBN 978-83-7964-233-5, 2017
- Komornik +++ Kant, Fabryka Słów ISBN 978-83-7964-283-0, 2017
- Komornik. Arena Dłużników #1, Fabryka Słów ISBN 978-83-7964-682-1, 2021
- Komornik. Arena Dłużników #2, Fabryka Słów ISBN 978-83-7964-734-7, 2022
- Komornik. Arena Dłużników #3, Fabryka Słów ISBN 978-83-7964-869-6, 2023
- Komornik. Arena Dłużników #4, Fabryka Słów ISBN 978-83-7964-870-2, 2023

### Cykl o Zahredzie – „Siedmioksiąg grzechu”
Rozłożona na szereg epok historycznych (pół-mitologiczna kultura wzorowana na Krecie minojskiej, Egipt predynastyczny, pogańskie pogranicze Słowian i Prusów, wikingowie przed złupieniem Lindisfarne, Cesarstwo Wschodniorzymskie w trakcie oblężenia Konstantynopola 719 r., Podbój Meksyku przez Cortesa) saga traktująca o losach Zahreda – nagrodzonego lub pokaranego przez bogów nieśmiertelnością bohatera, szukającego przez epoki sprawców coraz bardziej ciążącego mu życia wiecznego.
Cykl pokazuje stopniową, powolną ewolucję bohatera od niemalże pozbawionego ludzkich uczuć, cynicznego i wyrachowanego manipulatora w kierunku człowieka, w niekończącym się cyklu brutalnych śmierci i odrodzeń powoli odnajdującego nie tylko przyczynę, ale też cel i sens swego istnienia.
Cykl pokazuje rozpiętość zainteresowań Gołkowskiego jako historyka oraz antropologa kultury, pozwalając czytelnikowi przy okazji oglądania wydarzeń fabularnych (zaczynających się od tylko prawdopodobnych, przez wiarygodne do kronikarsko dokładnych i faktograficznych) zapoznać się z mniej znanymi w kulturze powszechnej wydarzeniami historycznymi.
- Spiżowy gniew, Fabryka Słów, ISBN 978-83-7964-314-1, 2018
- Bogowie pustyni, Fabryka Słów, ISBN 978-83-7964-365-3, 2018
- Bramy ze złota 1. Świątynia na bagnach, Fabryka Słów, ISBN 978-83-7964-406-3, 2019
- Bramy ze złota 2. Złote miasto, Fabryka Słów, ISBN 978-83-7964-452-0, 2019
- Bramy ze złota 3. Zmierzch bogów, Fabryka Słów, ISBN 978-83-7964-452-0, 2019
- Świat we krwi 1. Pierzasty wąż, Fabryka  Słów, ISBN 978-83-7964-969-3, 2023
- Świat we krwi 2. Obsydianowy motyl, Fabryka Słów, ISBN 978-83-7964-969-3, 2023
- Świat we krwi 3. Jadeitowy Pająk, Fabryka Słów, ISBN 978-83-67949-07-1, 2024

### Cykl o Saszce „Chudym” – „SybirPunk”
Osadzona w dystopijnej przyszłości Europy Wschodniej trylogia bandycko-kryminalna, opisująca losy i perypetie Saszki „Chudego” Chudowca, zajmującego się handlem substancjami nielegalnymi w metropolii NeoSybirska.
Trylogia Gołkowskiego jest w istocie drobiazgową dekonstrukcją polityczną reżimu totalitarnego panującego w dzisiejszej Rosji oraz wnikliwą analizą przyczyn i stanu rozkładu jej starzejącego się, pozornie patriotycznego, a w rzeczy samej drapieżnie oportunistycznego społeczeństwa. Jednocześnie książka jest zapełnioną wartką akcją powieścią przygodową, gdzie istotne i ważkie obserwacje natury ogólnej są implikowane przez zaprzeczenie przemyśleń jej głównego bohatera, zaś trzymająca w napięciu warstwa fabularna stanowi doskonałe tło dla zarysowania najważniejszych linii natury moralistycznej.
Od listopada 2020 Gołkowski działa nad rozbudowaniem uniwersum SybirPunk w ramach założonej przez siebie spółki Nova-Tek, posiadającej prawa na opracowanie serii gier wideo, fabularnych oraz planszowych w świecie trylogii. Na trzeci kwartał 2021 planowana jest premiera gry fabularnej „SibirPunk RPG”, prowadzone są też zaawansowane prace nad nowelą graficzną oraz figurkową grą taktyczną.
- SybirPunk. Vol 1, ISBN 978-83-7964-538-1, Fabryka Słów, 2020
- SybirPunk. Vol 2, ISBN 978-83-7964-568-8, Fabryka Słów, 2020
- SybirPunk. Vol 3, ISBN 978-83-7964-626-5, Fabryka Słów, 2020

### Powieści
- Moskal, Fabryka Słów, ISBN 978-83-7964-181-9, 2016

Thriller psychologiczny osadzony w czasach upadku PRL i ZSRR, traktujący o pojawieniu się ówczesnej dorobkiewiczowskiej klasy średniej oraz nieustająco prześladujących ją demonach przeszłości. Gołkowski prezentuje rozpięte na piętnaście lat czasu akcji książki studium przemian światopoglądowych, duchowych oraz moralnych głównego bohatera, który zaczyna jako kochający ojciec rodziny i sumienny pracownik zakładu produkcyjnego, zaś kończy jako szef jednej z podmoskiewskich struktur zorganizowanej przestępczości.
„Moskal” stosuje zabieg określony przez autora mianem „narracji osierocającej” – stopniową zmianę narracji od osobistej, przez faktograficzną aż do bezosobowej, co w założeniu potęguje poczucie alienacji i porzucenia czytelnika wraz z moralną degradacją protagonisty.
Do książki powstał też krótki trailer filmowy, w którym w rolę Artura Wiktorowicza (głównego bohatera „Moskala”) wcielił się Eryk Lubos.

### Opowiadania
- Komornik: Junior Egzekutor (2016) – opowiadanie promocyjne osadzone w uniwersum "Komornika", będące swoistym wstępem trylogii[43]
- Czas martwy (2016), w zbiorze Na nocnej zmianie – opowieść retro-SF o problemach odpowiedzialności dowódcy, implikacjach rozwoju sztucznej inteligencji oraz odczłowieczeniu powodowanym przez wojnę totalną[44]
- Stille Nacht (2016) – opowiadanie osadzone w uniwersum "Stalowych Szczurów" przygotowane jako swoisty prezent bożonarodzeniowy. Opowiada o epizodzie na froncie zachodnim, który doprowadził do rozejmu bożonarodzeniowego[45]
- Wyklęci (2018), w zbiorze Idiota skończony – opowiadanie z gatunku fantastyki historycznej traktujące o inherentnych w historii Polski demonach martyrologii i straceńczego, samobójczego patriotyzmu[46]
- Sol Invictus (2020), w zbiorze Gladiatorzy – opowiadanie w uniwersum „Komornika” będące swoistym preludium do zapowiadanego sequela trylogii pod tytułem „Arena Dłużników”[47]
- Tester (luty 2021), w zbiorze Niegrzeczna Miłość – opowiadanie erotyczne osadzone w świecie SybirPunka oscylujące wokół problemu uprzedmiotowienia miłości oraz samotności współczesnego człowieka w tłumie[48]

### Tłumaczenia literackie
- Ślepa plama – Wiktor Noczkin[49]
- Łańcuch pokarmowy – Wiktor Noczkin[50]
- Czerep Mutanta – Wiktor Noczkin[51]
- Oczy Diabła – Wiktor Noczkin[52]
- Wektor Zagrożenia – Wiktor Noczkin[53]
- Lichwiarz – Wiktor Noczkin[54]
- Łowca z lasu – Andriej Lewicki[55]
- Wojna – Andriej Lewicki
- Wstęga – Andriej Lewicki[56]
- Więzy Zony – Roman Kulikow
- Sztych – Roman Kulikow

## Życie prywatne
Jest synem konsula generalnego RP w Królewcu Marka Gołkowskiego (2008–2014) i wnukiem Marii Gołkowskiej, honorowej obywatelki miasta Sochaczew. 